# Cầu Wonhyo
Cầu Wonhyo bắt qua Sông Hán ở Hàn Quốc và nối hai quận Yongsan-gu và Yeongdeungpo-gu. Cây cầu được hoàn thành vào năm 1981. Nó là cây cầu thứ 13 được xây dựng để bắt qua sông Hán.